# Rio Bârnaru
O Rio Bârnaru é um rio da Romênia afluente do Rio Bistriţa, localizado no distrito de Suceava.